# Морозов, Григорий Сергеевич
Григорий Сергеевич Морозов (19 января 1902 — 12 июля 1984) — командир отделения 564-го отдельного сапёрного батальона (283-я стрелковая дивизия, 3-я армия, 2-й Белорусский фронт), старший сержант, Полный Кавалер Ордена Славы.

## Биография
Григорий Сергеевич Морозов родился в семье рабочего в селе Новохмелёвка Барнаульского уезда Томской губернии (в настоящее время Кытмановский район Алтайского края). Окончил 3 класса школы, работал на льнозаводе.
В 1923—1925 годах служил в Красной армии. 28 декабря 1941 года Краюшкинским райвоенкоматом Алтайского края вновь был призван в её ряды. На фронтах Великой Отечественной войны с 31 января 1942 года.
В Гомельской области в районе деревень Надежда-Любовь и Коромка 20 февраля 1944 года сержант Морозов провёл разведку реки Днепр и определил наиболее удобные для переправы места.
21 февраля в том же районе сержант Морозов подобрался к проволочному заграждению, заложил под него удлинённый заряд и по сигналу подорвал его сделав проход для атакующей пехоты. Вместе с пехотой он одним из первых ворвался в траншеи противника и уничтожал солдат противника из личного оружия. Приказом по 283-й стрелковой дивизии от 1 марта 1944 года он был награждён орденом Славы 3-й степени.
У посёлка Хомичи в Могилёвской области сержант Морозов ночью 24 июня 1944 года проделал проход в проволочном заграждении противника всего в 20 метрах от пулемётного гнезда и снял 25 противотанковых мин. при наступлении он провёл стрелковые подразделения через проделанный им проход. Приказом по 3-й армии от 20 июля 1944 года он был награждён орденом Славы 2-й степени.
Старший сержант Морозов 27 июля 1944 года в боях возле деревни Колодно Белостоцкого повята в течение 40 минут со своим отделением, под сильным огнём противника, построил штурмовой мостик и пропустил по нему 2 стрелковые роты на противоположный берег реки Плоска. Под сильным огнём противника по дороге на Белосток со своим отделением снял 270 противотанковых мин.
8 августа под сильным огнём противника он с отделением построил штурмовой мостик через реку Нарев, чем дал возможность 1-й стрелковой роде переправитья на левый берег реки и занять плацдарм. Когда противник своими снарядами разрушал мостик, он 5 раз восстанавливал его.
9 августа у деревни Еньки в Подляском воеводстве Морозов со своим отделением разминировал минное поле, сняв 171 противотанковую мину и открыв путь самоходным орудиям. Указом Президиума Верховного Совета СССР от 24 марта 1945 года он был награждён орденом Славы 1-й степени.
Во время боёв в Польше в сентябре—ноябре 1944 года старшина Морозов построил КП для командира дивизии и командира корпуса, выполняя отделением нормы на 300 % и лично на 500 %. Также построил 3 наблюдательных пункта для командира дивизии. С 24 по 30 октября со своим отделением он установил 2125 мин. 
6 ноября 1944 года у деревни Дуже (Куявско-Поморское воеводство) под сильным огнём противника проделал проход а минных полях противника. Приказом по 283 стрелковой дивизии от 10 ноября 1944 года старшина Морозов был награждён орденом Красной Звезды.
В боях в Восточной Пруссии 26 февраля 1945 года деревни Раужбах под сильным пулемётным и миномётным огнём противника во время контратаки старшина Морозов установил на танкоопасных направлениях 35 противотанковых мин.

18 марта 1945 года в районе Нойе Банау под сильным огнём противника, в исключительно трудных условиях, разведал реку Банау (Мамоновка) и, несмотря на сильный огонь, построил 2 штурмовых мостика, что дало возможность стрелковым подразделениям переправиться через реку.
25 марта 1945 года в районе Шеттнинена (Щукино в составе посёлка Новоколхозное) под сильным огнём противника проделал проход в минном поле противника. Приказом по 41 стрелковому корпусу от 30 апреля 1945 года он был награждён орденом Отечественной войны 2-й степени.
Старшина Морозов был демобилизован в 1945 году. Жил в городе Заринск. Работал на нефтебазе, льнозаводе.
Скончался Григорий Сергеевич Морозов 12 июля 1984 года.

## Память
- В Заринском мемориале Славы установлен бюст кавалера.
- Одна из улиц города названа его именем.
- В Кытманово на мемориале Великой Отечественной войны установлен бюст Морозова Григория Сергеевича.